# 尼达机场
尼达机场，是立陶宛西部尼达市的一座小型支线机场，建成于1967年。该机场是立陶宛西部最早的机场之一。机场可起降中小型飞机，如萨博2000、萨博340等。1998至2006年间，立陶宛政府拨款500万立陶宛立特，对尼达机场的跑道、停机坪和滑行道进行了改造。
1970至1975年间，尼达机场与维尔纽斯国际机场、帕兰加国际机场和考纳斯机场之间有定期航班通航，还有包机航班通达其它机场。目前尼达机场无定期航班。